# Union (Oregon)
Union é uma cidade localizada no estado norte-americano de Oregon, no Condado de Union.

## Demografia
Segundo o censo norte-americano de 2000, a sua população era de 1926 habitantes.
Em 2006, foi estimada uma população de 1926, um aumento de 0 (0.0%).

## Geografia
De acordo com o United States Census Bureau tem uma área de
6,5 km², dos quais 6,5 km² cobertos por terra e 0,0 km² cobertos por água. Union localiza-se a aproximadamente 850 m acima do nível do mar.

## Localidades na vizinhança
O diagrama seguinte representa as localidades num raio de 32 km ao redor de Union.